# Карас (Намібія)
Карас (англ. ǁKaras Region) — є однією з 14 адміністративних областей Намібії і найбільшої за площею. Площа області становить 161 215 км². Чисельність населення дорівнює 77 421 осіб (на 2011). Адміністративний центр — місто Кітмансхуп.

## Етимологія
Найпівденніша область країни. Назва Карас походить з мови нама, від слова, що означає алое.

## Географія
Найвищою точкою області є гора Шроффенштейн, висотою в 2202 метра. Карас простягнувся від узбережжя Атлантичного океану до кордону з ПАР. Частина атлантичного узбережжя навколо міста Людериц входить в Шперргебіт — Діамантову закриту зону. Східніше Шперргебіта до прибережної території виходять відроги Великого Уступу — гори Тірас. В область Карас входить також більшість з пінгвінових островів, що лежать біля узбережжя Намібії в Атлантичному океані. На півдні області, по річці Оранжева, проходить державний кордон між Намібією і ПАР.

## Адміністративний поділ
В адміністративному відношенні область розділена на 7 виборчих районів:
- Berseba (Берсеба)
- Karasburg East (Східний Карасбург)
- Karasburg West (Західний Карасбург)
- Keetmanshoop Rural
- Keetmanshoop Urban
- !NamiǂNûs
- Oranjemund (Оранжемунд)

## Економіка
Через область прокладені залізниці Людериц-Кітмансхуп і Віндгук — Кітмансхуп. Остання пов'язана із залізничною мережею ПАР.
Поблизу міст Ораньємунд і Рош Пінах знаходяться розробки алмазних і рудних родовищ.

## Пам'ятки
До визначних пам'яток Караса слід віднести місто-привид Колманскоп, каньйон річки Фіш-Рівер (другий за величиною на планеті), ферму Гаріганус.